# Natalia Matsak
 (janvier 2021).
Si vous disposez d'ouvrages ou d'articles de référence ou si vous connaissez des sites web de qualité traitant du thème abordé ici, merci de compléter l'article en donnant les références utiles à sa vérifiabilité et en les liant à la section « Notes et références ».
Natalia Matsak (ukrainien : Наталія Мацак ; née à Kiev le 17 mars 1982) est une danseuse classique ukrainienne.

## Biographie
Natalia Matsak étudie la danse à l'école de ballet d'état de Kiev de 1992 à 2000. Elle entre tout de suite après à l'opéra national d'Ukraine où elle débute dans La Bayadère. En 2001 elle est nommée danseuse étoile ce qui lui permet d'accéder au grands rôles du répertoire classique comme Le Corsaire, Don Quichotte, Le Lac des cygnes et Raymonda. En 2004 elle reçoit le deuxième prix dans la cinquième édition du concours international de danse Serge Lifar. De 2006 à 2008 elle se produit sur la scène du Théâtre national d'opéra et de ballet de Minsk. Natalia Matsak est formée par des danseurs et chorégraphes ukrainiens, mais également russes. Elle travaille avec le Théâtre Michel de Saint-Pétersbourg, elle danse au théâtre Mariinsky de Saint-Pétersbourg ou encore au théâtre Bolchoï de Moscou, et travaille avec de nombreux artistes russes, comme Boris Eifman. Après une première venue à Paris en 2014 pour Le lac des cygnes et La Bayadère, elle danse Giselle avec le ballet de l'Opéra national d'Ukraine en 2022 au Théâtre des Champs-Elysées, à Paris,. En 2024, elle est la danseuse étoile de "Nadiya Ukraine" (espoir en ukrainien), une tournée dans 10 villes canadiennes,pour financer l'aide aux ukrainiens touchés par la guerre.

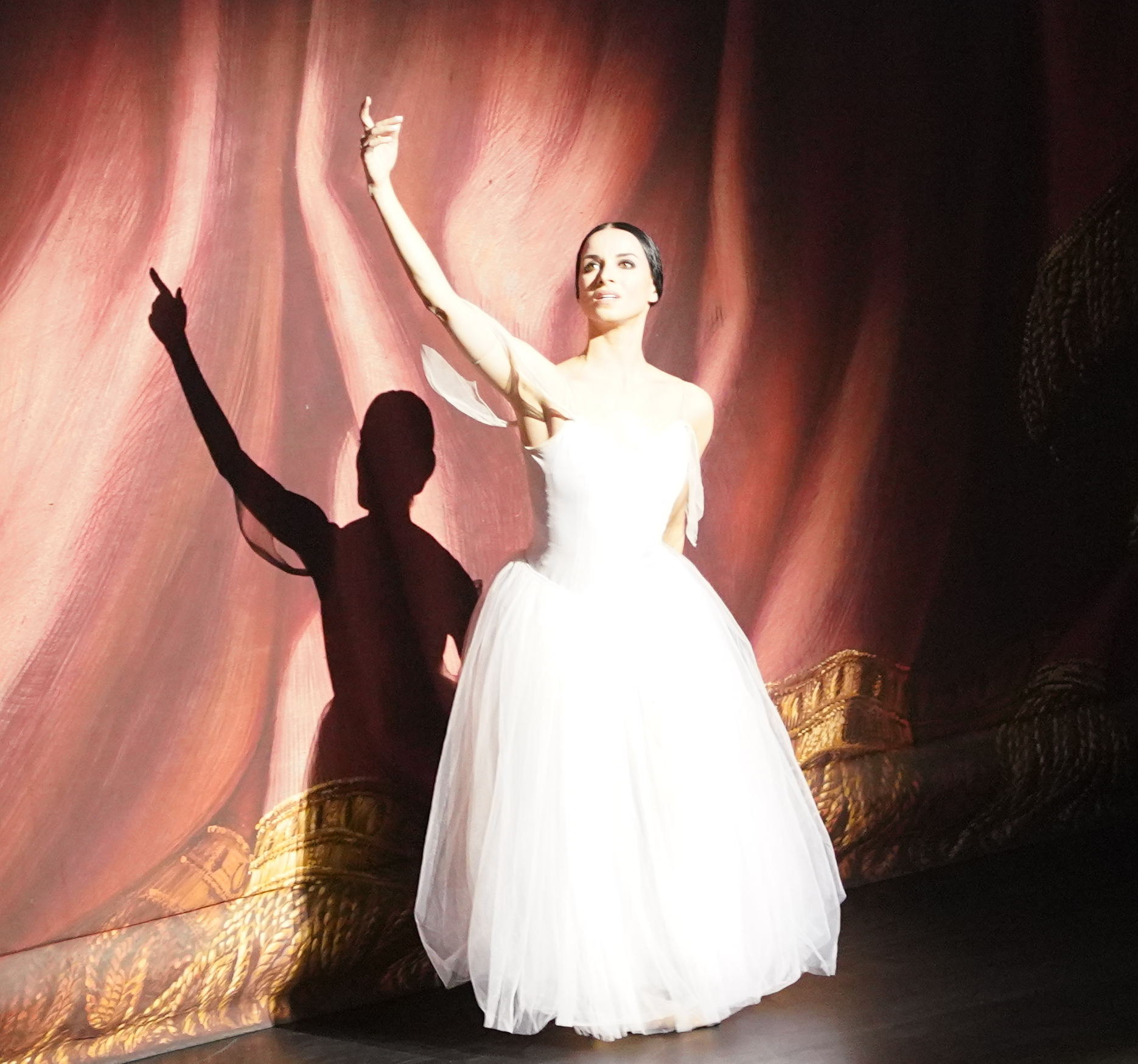
En 2022 en Giselle avec la ballet national d'Ukraine.